# Неукен-Плотт'єр-Чиполлетті

Мапа агломерації

Неуке́н-Плотт'є́р-Чиполле́тті (ісп. Neuquén – Plottier – Cipolletti) — міська агломерація в аргентинській Патагонії, що складається з міст Неукен і Плотт'єр в провінції Неукен і Чиполлетті в провінції Ріо-Негро. Неподалік також знаходиться місто Сентенаріо. Населення агломерації становило станом на 2010 рік 341 301 мешканців, з яких 231 198 мешкало в Неукені, найбільшому місті Патагонії.
Агломерація знаходиться біля місця злиття річок Неукен і Лімай, що утворюють річку Ріо-Негро. Міста агломерації сполучає Національне шосе 22.
Неукен — столиця провінції Неукен та найбільше місто регіону, тут розташовані представництва багатьох компаній. Багато людей, що живуть в Плотт'єрі та Чиполлетті, працюють в Неукені. Найважливіша економічна діяльність власне в Чиполлетті і в Плотт'єрі — плодівництво, перш за все культивування яблук і груш.